# مانتيناي-مونلا (أين)
مانتيناي-مونلا (بالفرنسية: Mantenay-Montlin)‏ هي بلدية فرنسية تقع في إقليم الأين في فرنسا. رمز إنسي لها هو:1230. أما الرمز البريدي لها فهو: 1560.